# رون سباركس
رون سباركس (بالإنجليزية: Ron Sparks)‏ هو عسكري أمريكي، ولد في 29 أكتوبر 1952 في فورت باين في الولايات المتحدة.